# Pixel 4
El Pixel 4 y el Pixel 4 XL son teléfonos inteligentes Android desarrollados por Google como parte de la línea de productos Google Pixel. Fueron anunciados oficialmente el 15 de octubre de 2019 durante el evento «Made by Google» y lanzados en los Estados Unidos el 24 de octubre de 2019. Estos dispositivos sucedieron al Pixel 3 y Pixel 3 XL, y fueron reemplazados por el Pixel 5 el 30 de septiembre de 2020.

## Diseño y Hardware
Ambos modelos presentan una construcción con marco de aluminio y vidrio Gorilla Glass 5. Están disponibles en tres colores: Just Black (negro), Clearly White (blanco) y Oh So Orange (naranja). Los modelos blanco y naranja cuentan con un acabado mate de «toque suave», mientras que el negro tiene un acabado brillante. El conector USB-C en la parte inferior se utiliza para carga y salida de audio; sin embargo, no se incluyen auriculares USB-C ni adaptador para conector de 3.5 mm en la caja. Ambos dispositivos cuentan con altavoces estéreo, aunque, a diferencia del Pixel 3, solo uno de los altavoces es frontal, mientras que el otro se encuentra a la derecha del puerto USB-C. No incluyen lector de huellas dactilares; en su lugar, ofrecen reconocimiento facial como método de autenticación biométrica.
El Pixel 4 y el 4 XL están equipados con el procesador Qualcomm Snapdragon 855, 6 GB de RAM LPDDR4X y opciones de almacenamiento interno de 64 GB o 128 GB, sin posibilidad de expansión mediante tarjeta de memoria microSD. La capacidad de la batería varía entre los modelos: el Pixel 4 tiene una batería de 2800 mAh, mientras que el Pixel 4 XL cuenta con una de 3700 mAh. Ambos soportan carga rápida de hasta 18 W y carga inalámbrica Qi. Además, poseen una clasificación de resistencia al agua y al polvo IP68. Incorporan el módulo de seguridad Titan M y el Pixel Neural Core, sucesor del Pixel Visual Core, utilizado para mejorar el procesamiento de imágenes y funciones de inteligencia artificial.
Las pantallas OLED de ambos dispositivos, fabricadas por Samsung, admiten HDR y tienen una tasa de refresco de hasta 90 Hz, que se ajusta dinámicamente para conservar la vida de la batería. El Pixel 4 tiene una pantalla de 5.7 pulgadas con resolución de 1080p, mientras que el Pixel 4 XL ofrece una pantalla de 6.3 pulgadas con resolución de 1440p. A diferencia del Pixel 3 XL, el Pixel 4 XL no presenta una muesca en la pantalla.

### Cámaras
La configuración de la cámara trasera incluye un sensor principal de 12.2 megapíxeles con apertura f/1.7 y un lente telefoto de 16 megapíxeles con apertura f/2.4. Ambas cámaras cuentan con estabilización óptica y electrónica de imagen. La cámara frontal es de 8 megapíxeles con apertura f/2.0. Las capacidades de grabación de video permiten hasta 4K a 30 fps, y en 1080p hasta 120 fps. Google ha implementado mejoras de software en la aplicación de la cámara, incluyendo Live HDR+, controles de exposición dual, modo Night Sight mejorado con Astrophotography y un modo retrato optimizado.

#### Motion Sense
El Pixel 4 introduce Motion Sense, un sistema de reconocimiento de gestos basado en radar, derivado de la tecnología Project Soli de Google ATAP. Motion Sense permite detectar la proximidad del usuario para activar la pantalla siempre encendida o encender la pantalla, así como gestos de mano para interactuar con aplicaciones compatibles, como saltar pistas en el reproductor de música. Debido al uso de frecuencias de 60 GHz, Google necesitó obtener aprobaciones regulatorias específicas en cada país donde se comercializó el Pixel 4. Como resultado, la disponibilidad de Motion Sense está limitada a regiones donde ha sido aprobado.

## Software
El Pixel 4 se lanzó con Android 10 y la versión 7.1 de la aplicación Google Camera. Incluye funciones como Recorder, una grabadora de voz con transcripción en tiempo real y búsqueda de sonidos, y una versión mejorada del Asistente de Google con mayor capacidad de reconocimiento de comandos en el dispositivo. El Pixel Neural Core potencia estas funcionalidades, permitiendo un procesamiento más eficiente y rápido.

## Recepción
El Pixel 4 recibió elogios por sus capacidades fotográficas, la inclusión de 6 GB de RAM y la pantalla con tasa de refresco de 90 Hz. Sin embargo, fue criticado por la duración limitada de la batería, especialmente en el modelo más pequeño, la ausencia de una lente ultra gran angular, la eliminación del sensor de huellas dactilares en favor del desbloqueo facial y la falta de grabación de video en 4K a 60 fps. Además, a diferencia de sus predecesores, el Pixel 4 no ofrecía almacenamiento ilimitado de fotos y videos en calidad original en Google Photos, lo que generó críticas por parte de los usuarios.
En agosto de 2020, menos de un año después de su lanzamiento, Google descontinuó el Pixel 4 y el Pixel 4 XL, siendo reemplazados por el Pixel 5.